# Regije Hrvatske
██ Središnja Hrvatska
██ Istočna Hrvatska
██ Gorska Hrvatska
██ Sjeverna Hrvatska obala
██ Južna Hrvatska/Južna Hrvatska obala
Republika Hrvatska može se na nekoliko načina podijeliti na regije. One nemaju administrativnu potporu jer je Hrvatska podijeljena na županije, a svaka se regija obično sastoji od nekoliko županija.

## Povijesne regije
| Grb                               | Ime                | Mjesto                        | Opis                                                                            |
| --------------------------------- | ------------------ | ----------------------------- | ------------------------------------------------------------------------------- |
| Historijski šahirani hrvatski grb | Središnja Hrvatska | Karta Centralne Hrvatske.     | Središnji dio Republike Hrvatske. Najveći je grad Zagreb, glavni grad Hrvatske. |
| Historijski grb Dalmacije         | Dalmacija          | Dalmacija na karti Hrvatske.  | Južni i glavni dio hrvatske obale. Najveći je grad Split.                       |
| Coat of arms of Slavonia          | Slavonija          | Slavonija na karti Hrvatske.  | Istočni dio Hrvatske. Najveći je grad Osijek.                                   |
| Grb hrvatske Istre                | Istra              | Karta hrvatskog dijela Istre. | Istarski poluotok. Najveći je grad Pula.                                        |

## Regije s centralnim gradovima
Republika Hrvatska može se podijeliti i na kontinentalnu i jadransku Hrvatsku.
1. Kontinentalna Hrvatska (regije EU NUTS 2;[1] 2,9 milijuna stanovnika)

Regionalni kompleksi od 150 000 do 800 000 stanovnika:
- Zagrebačka regija;
- Varaždinska regija;
- Osječka regija;
- Slavonskobrodski kraj;
- Karlovačko-sisačka regija;
- Bjelovarsko-virovitička regija;
- Vukovarsko-vinkovačka regija.

2. Jadranska Hrvatska (regije EU NUTS 2; 1,4 milijuna stanovnika)
Regionalni kompleksi od 150 000 do 800 000 stanovnika:
- Riječka regija;
- Zadarska regija;
- Splitska regija;
- Pulska regija.

## Regije s narodnim govorom (povijesno-geografske regije i subregije u Hrvatskoj)
- Banovina
- Bilogora
- Dalmacija
  - Dalmatinska zagora
    - Kninska krajina
    - Drniška krajina
    - Mućki kraj (uža Zagora)
    - Imotska krajina
    - Vrgoračka krajina
    - Cetinska krajina
    - Poljica
    - Bukovica

  - Dubrovačka regija
  - Sjeverno dalmatinsko primorje (Ravni kotari)
  - Srednje dalmatinsko primorje
    - Delta Neretve
- Gorski kotar
- Istra
- Kordun
- Lika
- Međimurje
- Moslavina
- Podravina
- Pokuplje
- Pounje
- Posavina
- Prigorje
- Primorje
- Slavonija i Baranja
  - Slavonija
  - Baranja
  - Srijem
  - Požeška kotlina
- Turopolje
- Vinodol
- Varaždinština
- Zagorje
- Zagreb
- Žumberak

## Urbane regije
Urbano-geografski sklopovi gradova, predgrađa i okolice s više od 50 000 stanovnika:
- Zagrebačka urbana regija (1 100 000 stanovnika)
- Osječka urbana regija (130 000 stanovnika)
- Rijeka urbana regija (220 000)
- Zadarska urbana regija (125 000)
- Splitska urbana regija (260 000)
- Slavonskobrodska urbana regija (100 000)
- Varaždinsko-čakovečka urbana regija (100 000)
- Karlovačka urbana regija (80 000)
- Vukovarsko-vinkovačka urbana regija (80 000)
- Pulska urbana regija (80 000)
- Sisačko-petrinjska urbana regija (70 000)
- Šibenska urbana regija (55 000)
- Dubrovačka urbana regija (50 000)

## Vanjske poveznice
- Gdje nas je premalo, a gdje previše: razmještaj stanovništva Hrvatske | Geografija.hr. web.archive.org. 5. kolovoza 2012. Inačica izvorne stranice arhivirana 5. kolovoza 2012. Pristupljeno 26. ožujka 2023.CS1 održavanje: bot: nepoznat status originalnog URL-a (link)
- Magaš, Damir. Veljača 2017. Main Croatian Urban Centres in the European NUTS Regionalisation Context. 10 Years of EU Eastern Enlargement. Österreichischen Akademie der Wissenschaften
- Magaš, Damir. Srpanj 2015. Nodal-functional (gravitational) regionalisation of Croatia. Geography of Croatia. University of Zadar